# Jatimulyo (Jatipuro)
Jatimulyo is een bestuurslaag in het regentschap Karanganyar van de provincie Midden-Java, Indonesië. Jatimulyo telt 2115 inwoners (volkstelling 2010).